# Skyddad folkbokföring
Skyddad folkbokföring (kvarskrivning fram till 2019) kallas det när personuppgifter såsom adress skyddas enligt 16 § folkbokföringslagen i Sverige. Detta kan ske endast under tre år, men kan förlängas.
En person måste löpa risk för att bli utsatt för brott, förföljelser eller allvarliga trakasserier. Då står personen kvar som folkbokförd på sin gamla adress och det blir svårare att finna den. All post till den kvarskrivna går till skattekontoret vars chef har den faktiska adressen manuellt förvarad. Den kan då vidarebefordra posten.
Kvarskrivning kan skapa vissa problem för individen då det kan vara svårt att fullt ut delta i samhället. Administrationen kring tjänster som egentligen kräver en folkbokföringsadress där man faktiskt bor, som förskola, sjukvård eller skolgång kan försvåras, särskilt om den skyddade folkbokföringen är i en annan kommun eller region.